# Birjand (shahrestan)
Birjand (persiska: بیرجَند), eller Shahrestan-e Birjand (شهرستان بیرجَند), är en delprovins (shahrestan) i Iran. Den ligger i provinsen Sydkhorasan, i den östra delen av landet. Administrativt centrum är staden Birjand.
Delprovinsen hade 261 324 invånare 2016.